# Bathynomus immanis
Bathynomus immanis är en kräftdjursart som beskrevs av Bruce 1986. Bathynomus immanis ingår i släktet Bathynomus och familjen Cirolanidae. Inga underarter finns listade i Catalogue of Life.